# Ilija Ivić
Ilija Ivić (in serbo Илија Ивић?; Zrenjanin, 17 febbraio 1971) è un dirigente sportivo ed ex calciatore serbo, di ruolo attaccante.

## Carriera

### Giocatore
Debutta da professionista nel 1988 con il Proleter Zrenjanin, dove resta per tre stagioni, fino a quanto non suscita l'interesse dei grandi club, primo fra tutti quello della Stella Rossa, che lo ingaggia all'inizio della stagione 1991-1992 e con cui vince un campionato della RSF di Jugoslavia e la Coppa di Jugoslavia 1992-1993.
Nell'estate 1994 si trasferisce in Grecia, all'Olympiacos Pireo, di cui diventa una delle bandiere, segnando ben 64 reti e conquistando tre campionati greci e una Coppa di Grecia.
Nella stagione 1999-2000 viene ingaggiato dal Torino, ma non riesce ad imporsi, tanto da ritornare in Grecia, all'Aris Salonicco dove gioca per due mezze stagioni. A metà del campionato 2001-2002 si trasferisce poi all'AEK Atene, con cui chiude la carriera vincendo la Coppa di Grecia.

### Nazionale
Ha debuttato nel 1998 in Nazionale in amichevole contro la Svizzera rilevando al 61º minuto Predrag Mijatović, in quella che è stata la sua unica gara in Nazionale.

## Dirigente
Ed è proprio con l'AEK Atene che inizia la carriera di direttore sportivo, nel giugno 2004, nonostante i numerosi contrasti con l'allenatore spagnolo Llorenç Serra Ferrer, prima di rassegnare le dimissioni nel febbraio 2007.
Rimane disoccupato per pochi mesi, e già nel giugno 2007 viene assunto con lo stesso ruolo, che ricopre tuttora, dall'Olympiacos.

## Statistiche

### Cronologia presenze e reti in nazionale
| Cronologia completa delle presenze e delle reti in nazionale ― Jugoslavia | Cronologia completa delle presenze e delle reti in nazionale ― Jugoslavia | Cronologia completa delle presenze e delle reti in nazionale ― Jugoslavia | Cronologia completa delle presenze e delle reti in nazionale ― Jugoslavia | Cronologia completa delle presenze e delle reti in nazionale ― Jugoslavia | Cronologia completa delle presenze e delle reti in nazionale ― Jugoslavia | Cronologia completa delle presenze e delle reti in nazionale ― Jugoslavia | Cronologia completa delle presenze e delle reti in nazionale ― Jugoslavia |
| Data                                                                      | Città                                                                     | In casa                                                                   | Risultato                                                                 | Ospiti                                                                    | Competizione                                                              | Reti                                                                      | Note                                                                      |
| ------------------------------------------------------------------------- | ------------------------------------------------------------------------- | ------------------------------------------------------------------------- | ------------------------------------------------------------------------- | ------------------------------------------------------------------------- | ------------------------------------------------------------------------- | ------------------------------------------------------------------------- | ------------------------------------------------------------------------- |
| 2-9-1998                                                                  | Niš                                                                       | Jugoslavia                                                                | 1 – 1                                                                     | Svizzera                                                                  | Amichevole                                                                | -                                                                         | 61’                                                                       |
| Totale                                                                    |                                                                           | Presenze                                                                  | 1                                                                         |                                                                           | Reti                                                                      | 0                                                                         |                                                                           |

## Palmarès

### Club
- Campionato jugoslavo: 1

Stella Rossa: 1991-1992
- Coppa di Jugoslavia: 1

Stella Rossa: 1992-1993
- Campionato greco: 3

Olympiakos: 1996-1997, 1997-1998, 1998-1999
- Coppa di Grecia: 2

Olympiakos: 1998-1999
AEK Atene: 2001-2002